# George M. Beebe

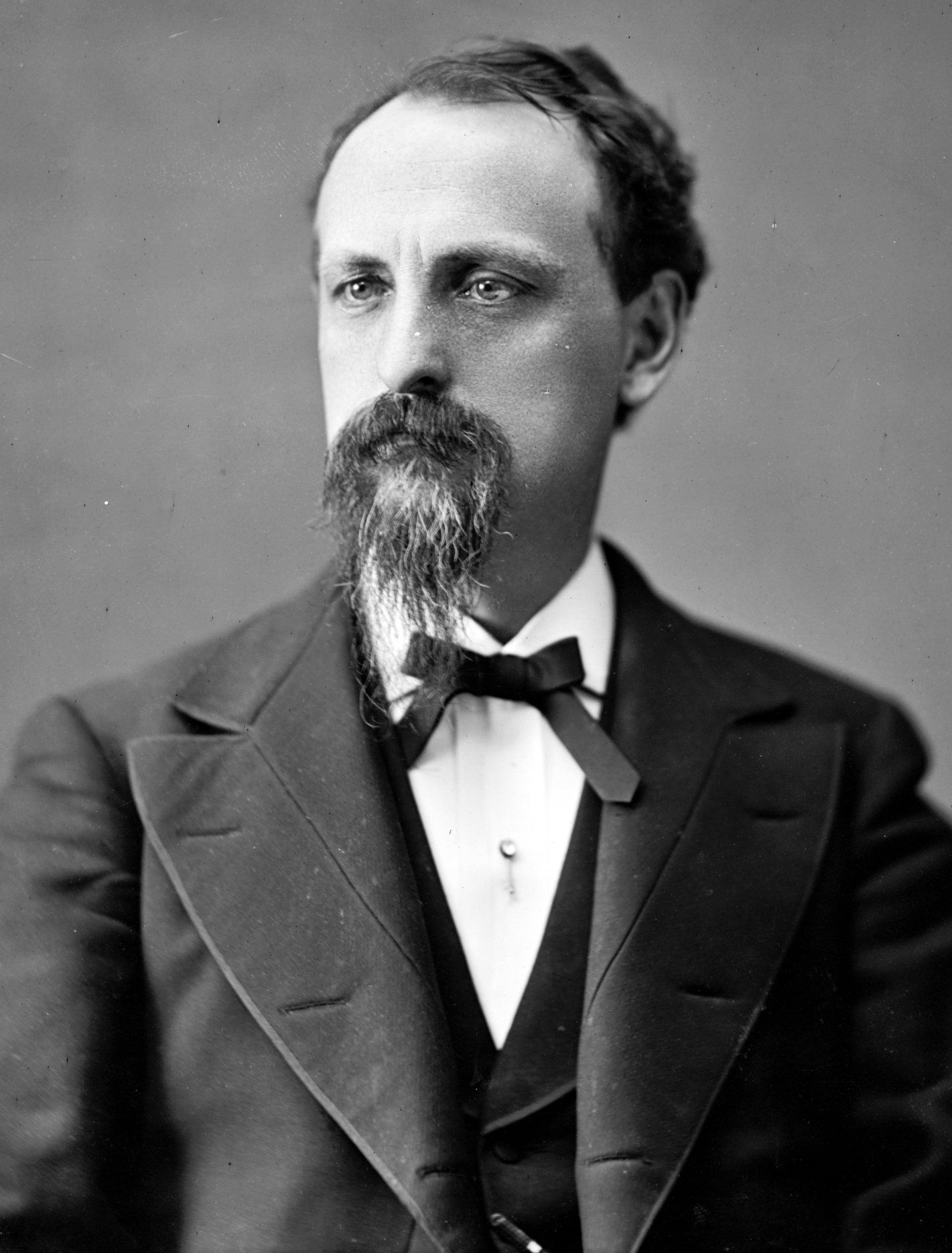
George M. Beebe

George Monroe Beebe (* 28. Oktober 1836 in New Vernon, Orange County, New York; † 4. März 1927 in Ellenville, New York) war ein US-amerikanischer Politiker. Er amtierte von 1860 bis 1861 als letzter Gouverneur des Kansas-Territoriums und vertrat später den Bundesstaat New York im US-Repräsentantenhaus.

## Frühe Jahre
George Beebe besuchte die örtlichen Schulen seiner Heimat. Dann studierte er an der Albany Law University Jura. Nach seinem erfolgreichen Examen und seiner Zulassung als Rechtsanwalt eröffnete er 1857 in Monticello eine Kanzlei. Im Jahr 1858 zog er in das Kansas-Territorium, wo er Mitglied der Regierung wurde.

## Politische Laufbahn in Kansas
Im Jahr 1859 wurde Beebe von Präsident James Buchanan zum Staatssekretär in diesem Territorium ernannt. Nach dem Rücktritt des Gouverneurs Samuel Medary Ende 1860 wurde Beebe dessen Nachfolger. Zu diesem Zeitpunkt war die neue Verfassung des zukünftigen Bundesstaates Kansas bereits entworfen und im Dezember 1860 wurde mit Charles L. Robinson auch bereits der erste Gouverneur des neuen Staates gewählt. Die neue Regierung nahm am 9. Februar 1861 ihren Dienst auf. Damit endete Beebes Amtszeit als Gouverneur.

## Kongressabgeordneter
Nach dem Ende seiner Zeit in Kansas zog Beebe nach Saint Joseph in Missouri. Im Jahr 1863 ließ er sich in Virginia City (Nevada) nieder, wo er für kurze Zeit als Anwalt arbeitete. Bald darauf kehrte er wieder nach Monticello zurück, wo er die Zeitung „Republican Watchman“ herausgab. Zwischen 1872 und 1873 war er Abgeordneter in der New York State Assembly. Außerdem bekleidete er in der Nationalgarde dieses Staates den Rang eines Colonels. Zwischen 1875 und 1879 saß er als Abgeordneter der Demokratischen Partei im US-Repräsentantenhaus in Washington. Dort war er in mehreren Ausschüssen tätig. Nach dem Ende seiner Zeit in Washington war er wieder journalistisch tätig. Zwischen 1883 und 1900 war er Richter im Staat New York. Beebe war Delegierter zu den Democratic National Conventions der Jahre 1876, 1880 und 1892.
1892 zog er von Monticello nach Ellenville, ebenfalls im Staat New York. Im Jahr 1900 zog er sich aus der Politik zurück. Beebe widmete sich nun seinem Privatleben. Er starb 1927 in Ellenville und wurde auf dem Woodlawn Cemetery in Newburgh beigesetzt.